# Matthias Apiarius

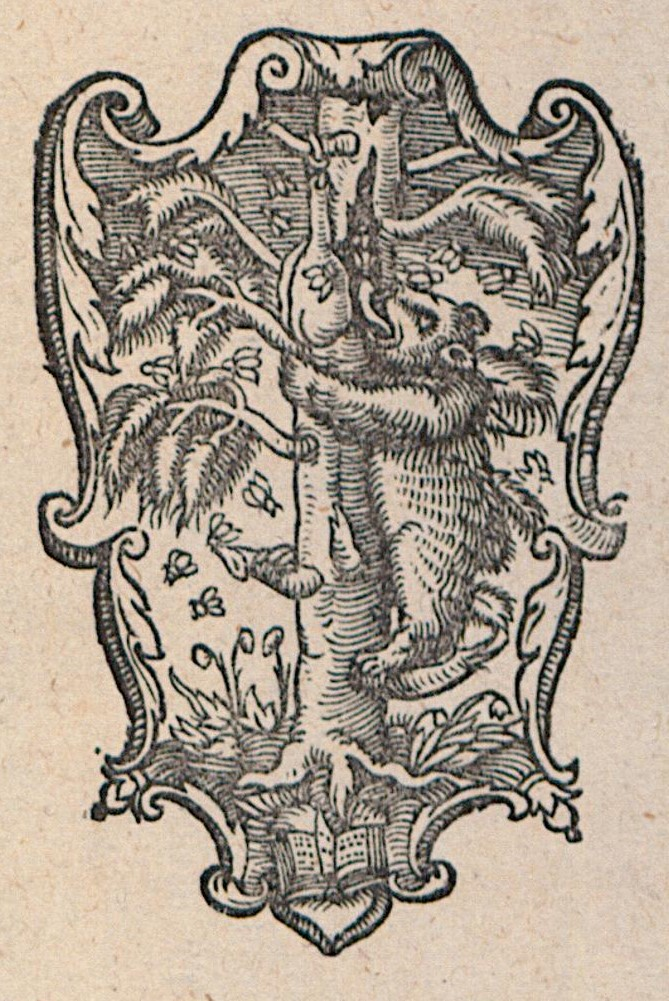
Druckerzeichen von Matthias Apiarius, 1550 (Universitätsbibliothek Bern)

Matthias Apiarius, auch Matthias Biener (* 1495/1500 in Berching, Oberpfalz; † September 1554 in Bern) war ein Schweizer Buchdrucker, Verleger und auch Komponist deutscher Herkunft. Er führte in Bern den Buchdruck ein und wurde zu einem der bedeutendsten Musikdrucker der Schweiz.

## Leben

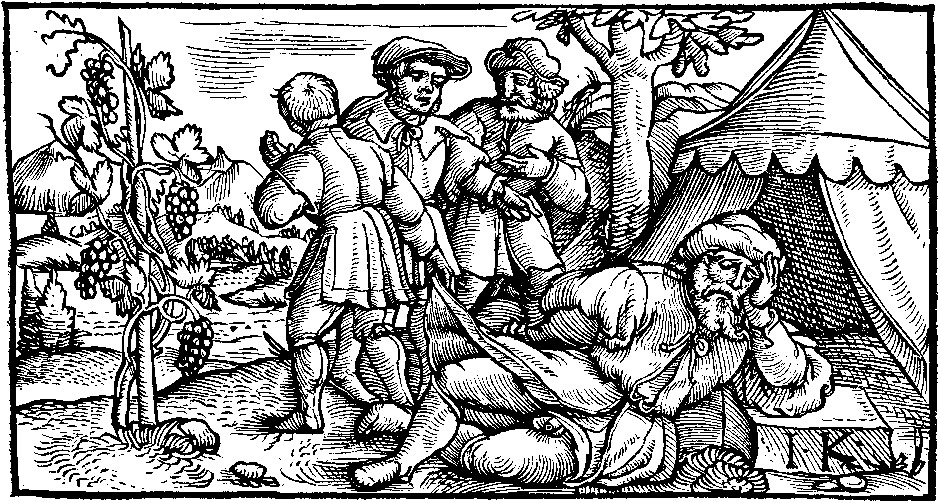
Druck von Matthias Apiarius (1539):
Der betrunkene Noah

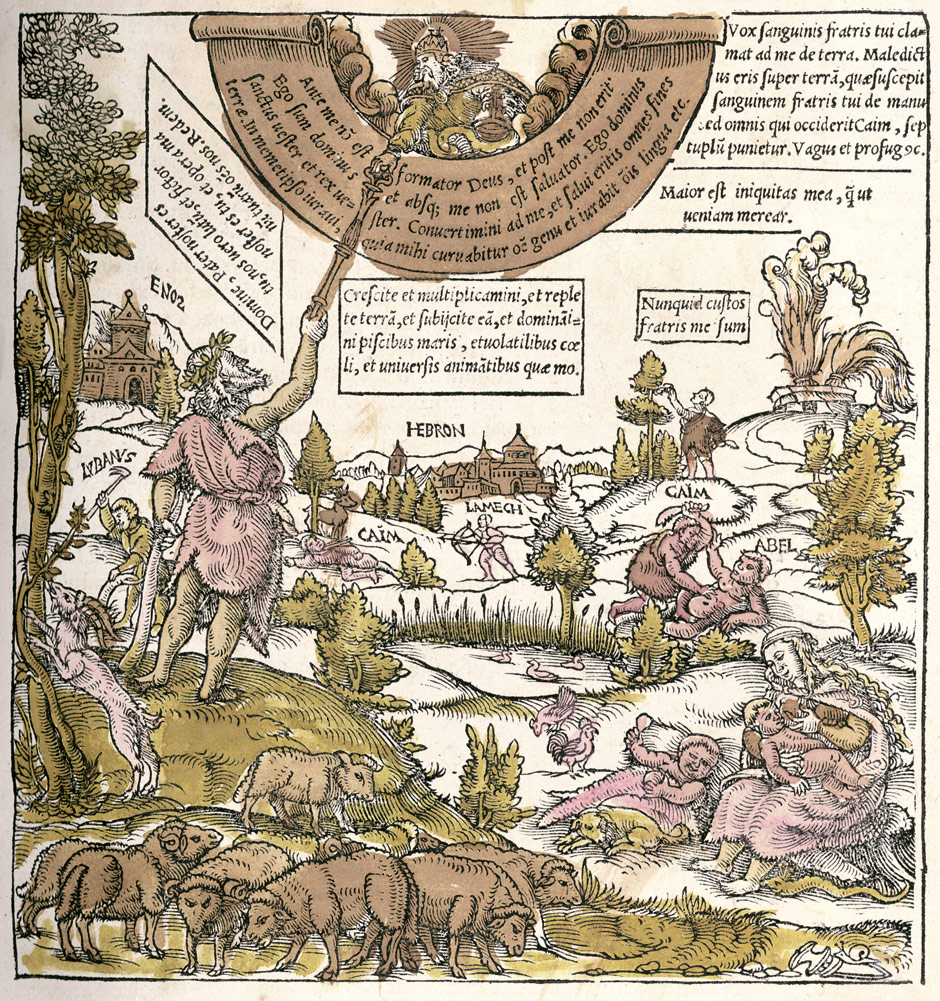
Druck von Matthias Apiarius (1540):
Catalogus annorum et principum geminus

Apiarius war zunächst Buchbinder in Nürnberg und ab 1525 in Basel. Zwischen 1532/1533 und 1537 druckte er in Strassburg, in den späteren Jahren mit Peter Schöffer d. J., mit dem er einige Musikdrucke herstellte. 1537 wurde er vom bernischen Kleinen Rat nach Bern berufen, wo er ab 19. Januar als erster Buchdrucker den Buchdruck einführte und zugleich als Buchbinder arbeitete. An der Brunngasse 70 (heute «Apiarius-Haus» genannt) produzierte er zahlreiche Musikdrucke (Volkslieder mit Noten) und andere Flugblätter, stellte aber auch für das protestantische Oberdeutschland theologische Schriften her. 1569 druckte er für Thomas Guarin in Basel die «Bärenbibel», die ganze Bibel in spanischer Sprache, die ohne Impressum erschien, aber auf dem Titel sein Druckerzeichen trägt und nach dessen Motiv ihre Bezeichnung erhalten hat. Von Bern aus verbreitete er auch etliche Messrelationen. Matthias Apiarius erhielt 1539 das Berner Bürgerrecht. Er hat ständig unter finanziellen Problemen gelitten.
Der Holzschneider Jacob Kallenberg fertigte für einige seiner Bücher die Holzschnitte.
Nach seinem Tod übernahm sein Sohn Samuel Apiarius die Druckerei, in der er bereits seit 1547 bei seinem Vater gearbeitet hatte. Der andere Sohn, Siegfried Apiarius, wurde Stadtpfeifer, Xylograph und Buchbinder.
Apiarius’ Signet waren Bär und Bienenstock: Der Bär klettert am Baum empor, um den Honig im Spalt zu suchen, links und rechts von Bienen umschwärmt; am Fuss des Baumes wachsen Pflanzen.